# Maître du Polyptyque de San Severino
Le Maître du Polyptyque de San Severino  est le nom donné à un maître anonyme napolitain actif vers 1480, auteur d'un polyptyque dédié à saint Séverin de l'église du complexe monacal dei Santi  Severino e Sossio à Naples.

## Œuvres
Le polyptyque a été démembré et dispersé :
Panneaux centraux conservés dans l'église SS. Severino e Sossio à Naples : 
- Saint Séverin évêque, entouré de saints,
- La Vierge et l'Enfant, entourée de saints, qui le surmonte.

Les cinq panneaux de la prédelle du retable (épisodes de la vie de saint Séverin) sont dispersés  entre :
- le musée Horne, Florence,
- la collection du prince Ruprecht de Munich,
- une collection particulière à Rome,
- le musée Capodimonte de Naples, panneau latéral gauche inférieur e  153 cm × 76 cm[3].